# Правило кількості хребців
Правило кількості хребців — правило Жордана,  біогеографічне правило, згідно з яким у риб (оселедців,  тріски та ін.) у водоймах із великою  солоністю і низькими температурами зростає число  хребців (у хвостовій частині), що служить пристосуванням до руху в більш щільному середовищі.
Правило Жордана не має жодного відношення до  правила Аллена як такого, а пов'язано з пристосуванням до руху в більш щільному середовищі.